# Autels tauroboliques de Lectoure
Les autels tauroboliques de Lectoure sont une collection de vingt autels commémorant des sacrifices, appelés tauroboles, à la déesse Cybèle et à son parèdre Attis. Découverts, pour tous ceux qui sont conservés, lors de la reconstruction du chœur de la cathédrale de Lectoure (Gers), ces autels furent aussitôt constitués en « collection publique ». S’ils ne représentent pas la moitié des autels tauroboliques actuellement conservés en France, comme cela a été longtemps affirmé, c’est du moins la collection la plus importante au monde par la quantité, la cohérence et l’état de conservation (Rome en conserverait une quinzaine). Ils se trouvent au Musée Eugène-Camoreyt de Lectoure.

## Découverte

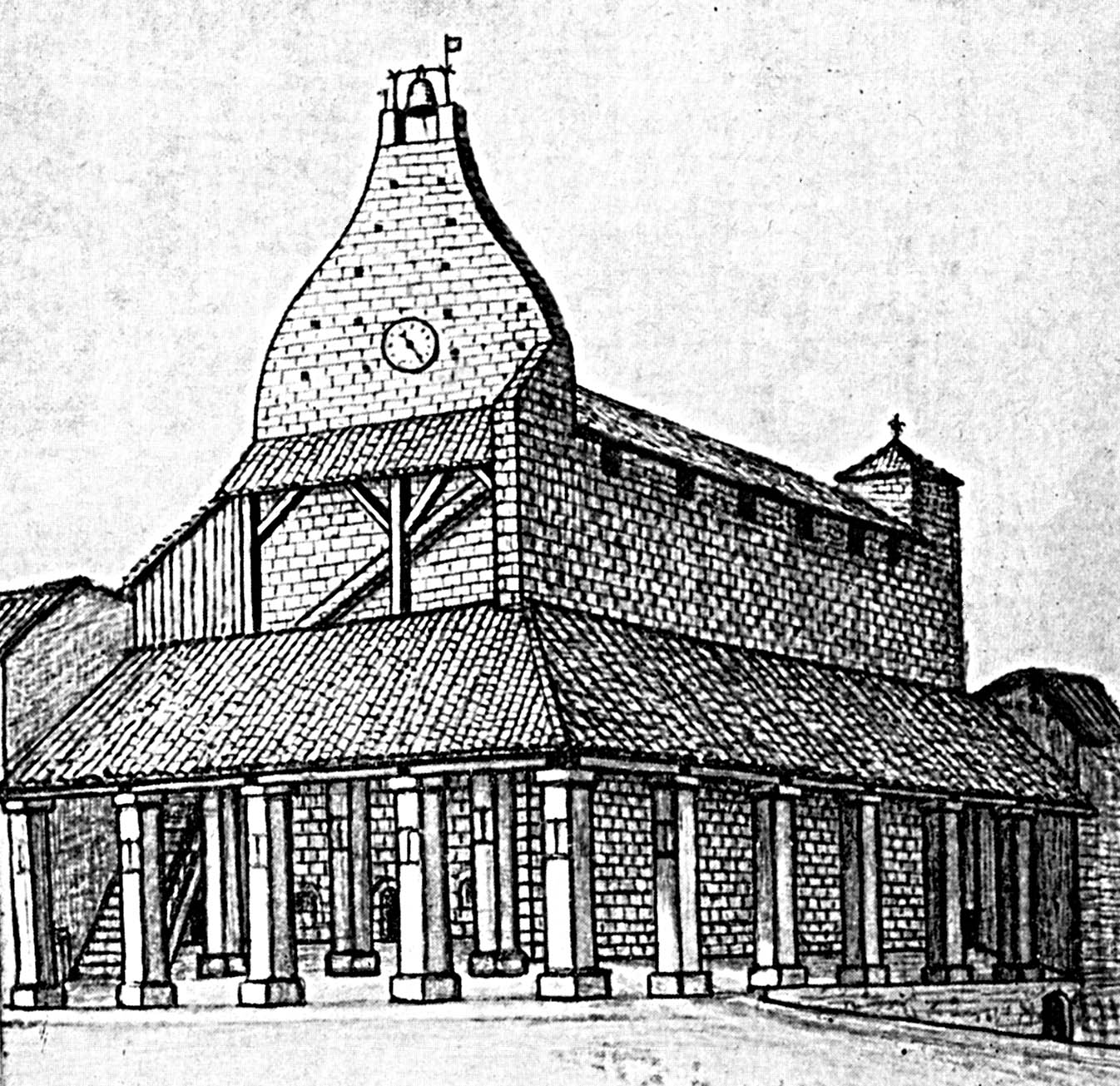
Ancienne halle et maison commune de Lectoure : les autels tauroboliques sont visibles groupés par deux dans les piliers. Dessin d’Eugène Camoreyt d’après un dessin de Verdun, architecte de la ville. Probable interprétation de Camoreyt car ils ne sont pas visibles sur l’original de Verdun.

Lectoure, l’ancienne Lactora, est considérée comme une des « villes saintes » de la Gaule. La partie la plus élevée de la ville a connu une occupation permanente depuis la Préhistoire. Les Gaulois y ont laissé des puits funéraires. Lors de la période gallo-romaine, la ville descend dans la plaine, au pied de sa colline originelle, pour s’étendre selon l’urbanisme romain. Cependant les temples et les sites religieux seraient demeurés sur la hauteur. Deux temples au moins sont attestés par l'épigraphie mais non localisés, un à Jupiter et un à Cybèle. Après les grandes invasions et au Moyen Âge, la ville revient sur la hauteur, plus facile à fortifier.
En 1540, à l’occasion des grands travaux dans le chœur de la cathédrale et à côté, dans les ruines de l’église primitive dédiée à saint Thomas, on met au jour vingt ou vingt-deux autels tauroboliques. Leur nombre était probablement supérieur, si l’on s’en tient à divers témoignages le plus souvent indirects. On ignore si lors de leur découverte les autels se trouvaient déjà en remploi dans les murs de la cathédrale primitive, dans le rempart dit gallo-romain, ou dans le sol naturel.
Cette découverte a de grandes répercussions, car ces monuments sont cités dans l’ouvrage de Guillaume du Choul, en 1556, qui dit que l’autel dédié à l’empereur Gordien servait de base à l’autel de l’église : Et en la dicte vile de Lectore, en vn petit temple ruiné de Saint Thomas, se voit en vne colonne, qui soustient l'autel, l'epitaphe cy apres mis: par lequel est congneu, que l'ordre des Decurions (que nous pourrons appeller Escheuins) feit pour la santé de Gordian l'Empereur, & de Sabina Trãquillina sa femme, & pour l'estat de la cité de Lectore, le sacrifice, nommé Tauropolium, à la Mere des Dieux. Cette collection a été immédiatement déclarée collection publique, vraisemblablement un des premiers musées de France, et les consuls de la ville se la transmettent scrupuleusement à chacune de leurs mutations.
On a longtemps considéré que la cathédrale et l’église Saint-Thomas avaient été édifiées sur les temples, ce qui correspond à la tradition et justifie la découverte des autels. Cependant, Georges Fabre et Pierre Sillières émettent l’hypothèse que les autels se seraient trouvés en remploi dans le premier rempart de la ville, qui passe précisément au niveau du chœur de la cathédrale. Pour appuyer cette proposition, l’absence de découverte de tout artefact de cette époque sur la partie sommitale de la colline lectouroise, ce qui laisse supposer qu’elle était alors inoccupée et que les temples se trouvaient plus bas, dans la partie haute du forum, qui se serait situé au nord-est de la cité antique, et les autels auraient donc été remployés pour la construction du rempart. La base du rempart médiéval, visible dans sa partie nord, près de la tour du Bourreau, est constituée de blocs de remploi antiques.
En 1591, on construit la maison commune (sur l’emplacement de l’actuelle halle aux grains). Les autels tauroboliques et d’autres stèles y sont encastrés, accolés deux par deux, dans la partie haute des piliers. Ils y restent jusqu’en 1840, où l’édifice est détruit par un incendie. On reconstruira quelque temps après une nouvelle halle, et les autels sont entreposés dans une salle de l’ancien palais épiscopal, devenu hôtel de ville depuis 1819. En 1874, Eugène Camoreyt, modeste professeur de dessin et érudit amateur, les installe dans l’ancienne chapelle des évêques, comme pièces maîtresses du musée qu’il va peu à peu constituer.

## Les tauroboles
Le taurobole est un sacrifice de sang, où l’on égorge un animal pour obtenir l’intercession de la déesse Cybèle : en général un taureau, d’où le nom. Il peut s’agir d’un bélier, auquel cas le sacrifice est un criobole, pratiqué en l’honneur d’Attis, parèdre de Cybèle, et les sacrifices (taurobole et criobole) étaient souvent réalisés ensemble, mais le mot criobole n’apparaît pas dans les inscriptions. Les tauroboles font l’objet de grandes cérémonies, peu fréquentes, et réunissant de grandes quantités de prêtres et de fidèles. On a recensé à Lactora trois grandes cérémonies aux IIe et IIIe siècles : le 18 octobre 176 (sous Marc Aurèle), le 24 mars 239 et le 8 décembre 241 (sous Gordien III) : outre un sacrifice au profit de l’empereur et de son épouse, les autels de sept femmes et d’un homme sont conservés pour ce jour. Ces dates précises n’ont pas trouvé d’explication, ne correspondant à aucun événement particulier ; seule la cérémonie de 239, le 24 mars, correspond au jour du sang dans le calendrier romain et la liturgie métroaque exige des effusions de sang de la part de ses fidèles. On ne peut pas exclure que des tauroboles aient été accomplis à d’autres dates, certains autels n’ayant pas de datation exacte.

## Collection
Des vingt autels conservés à Lectoure, dix-huit sont en marbre blanc de Saint-Béat et deux en calcaire dolomitique local. Deux autels, dont on possède la description et les inscriptions par les recueils épigraphiques, sont mentionnés comme « perdus ». Les dimensions et proportions, quoique variables, sont relativement homogènes : de 48 cm à 96 cm de hauteur (les autels tauroboliques de Lyon vont de 1,10 m à 2,05 m de hauteur). Tous sont d’une facture soignée et ils sont dans un bon état de conservation, du moins quant aux inscriptions : les symboles liturgiques latéraux (bucranes, patères, couteaux, urceus), pris pour des symboles héraldiques, furent martelés à la Révolution. Les autels se trouvant groupés par deux sur les piliers, les faces latérales jointives furent épargnées. La plupart des autels ont donc une face latérale martelée, l’autre intacte, ou à peu près. Les inscriptions sont, pour une grande partie des autels, dans un cadre à double moulure de conception sensiblement identique ; parfois l’inscription se prolonge en dessus du cadre et sur la base de l’autel. L’autel de Severus présente un encadrement à rinceaux. Pour les autres, l’inscription  seule occupe la surface de la face avant.
Toutes les inscriptions portent le mot tauropolium, et non taurobolium comme l’autel taurobolique de Lyon. Référence au culte d’Artémis taurique (honorée en Tauride) auquel le culte de Cybèle a succédé ? Il est possible qu’un temple ait existé, dédié à Diane, forme romaine d’Artémis, dans le même secteur de la ville où se trouve la fontaine Diane, encore que ce soit en l’état actuel des connaissances purement hypothétique.
Un autel de 176, commémorant à la fois un taurobole et un criobole, est offert au profit de la famille impériale par la république des Lactorates. Le plus grand autel (93 centimètres de haut), celui qui servait de base à l’autel de l’église Saint-Thomas, a été offert en 241 pour l’empereur Gordien, sa femme Tranquillina, toute la famille impériale, et pour la civitas des Lactorates. Sur les 20 autels et hormis ces deux précédents, trois mentionnent le nom d’un homme comme récipiendaire du taurobole. Tous les autres indiquent que c’est une femme (parfois deux ensemble) qui a offert le sacrifice et fourni les animaux immolés (hostiis suis).
Trois autels font état de la consécration des vires (« forces », probablement les testicules du taureau) après que le taurobole a eu lieu. Les vires étaient enterrés au pied des autels, à proximité du temple, parfois dans un lieu appelé mons vaticanus dont on ne retrouve pas de mention à Lactora.

### Autels disparus

#### Premier taurobole lectourois
Remploi dans le rempart d’un des bastions extérieurs défendant la porte est. Perdu lors de la démolition des remparts. Peut-être un taurobole accompli avant 176 (entre 160 et 176 ?). CIL XIII, 504

#### Taurobole d’Aurelia Oppidana
Lieu de découverte inconnu, vraisemblablement pas avec les autres autels : il ne fut pas encastré dans les piliers de la halle. CIL XIII, 506

### Autels conservés

#### Taurobole-criobole d’Antonia Prima

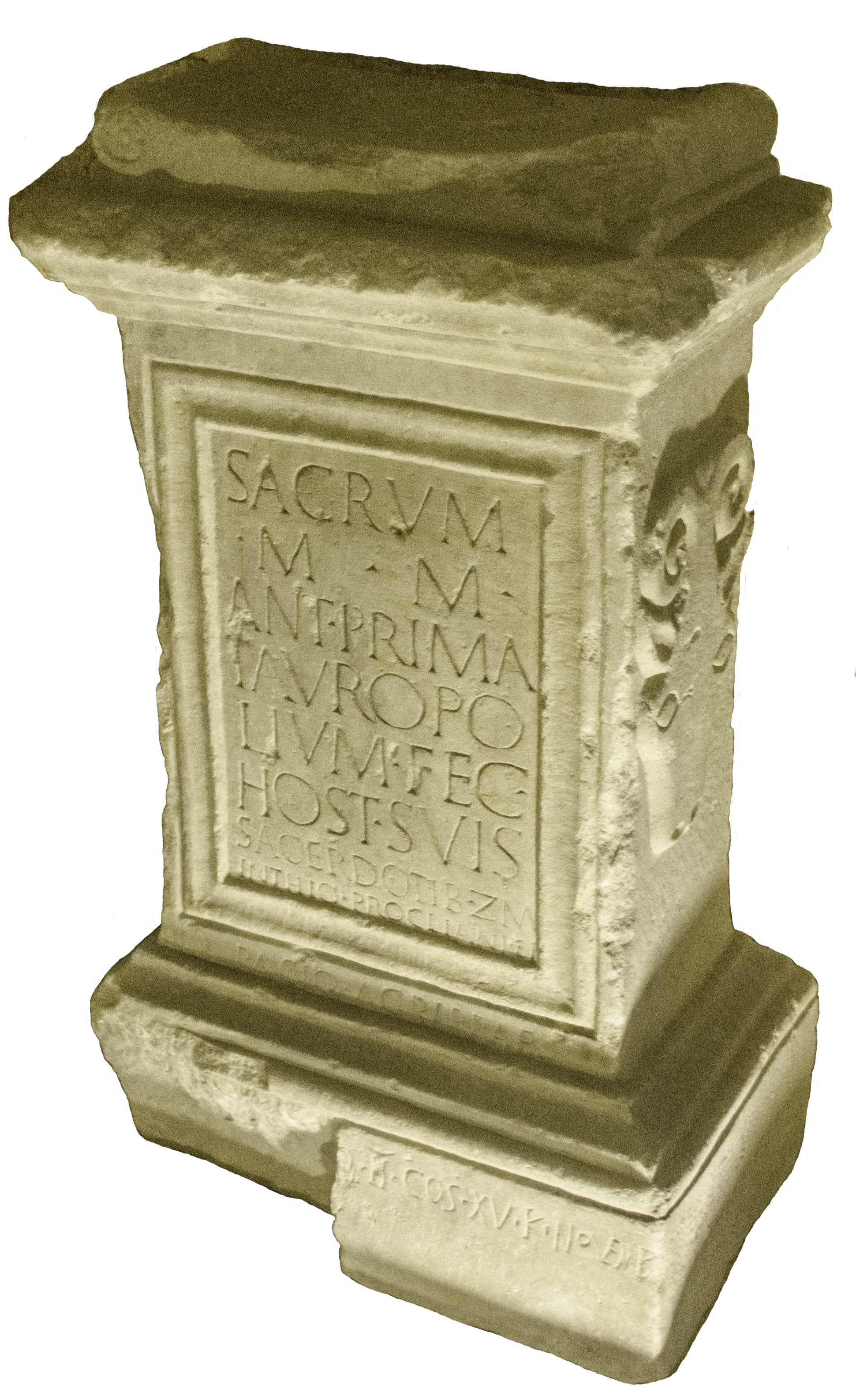
Autel d’Antonia Prima

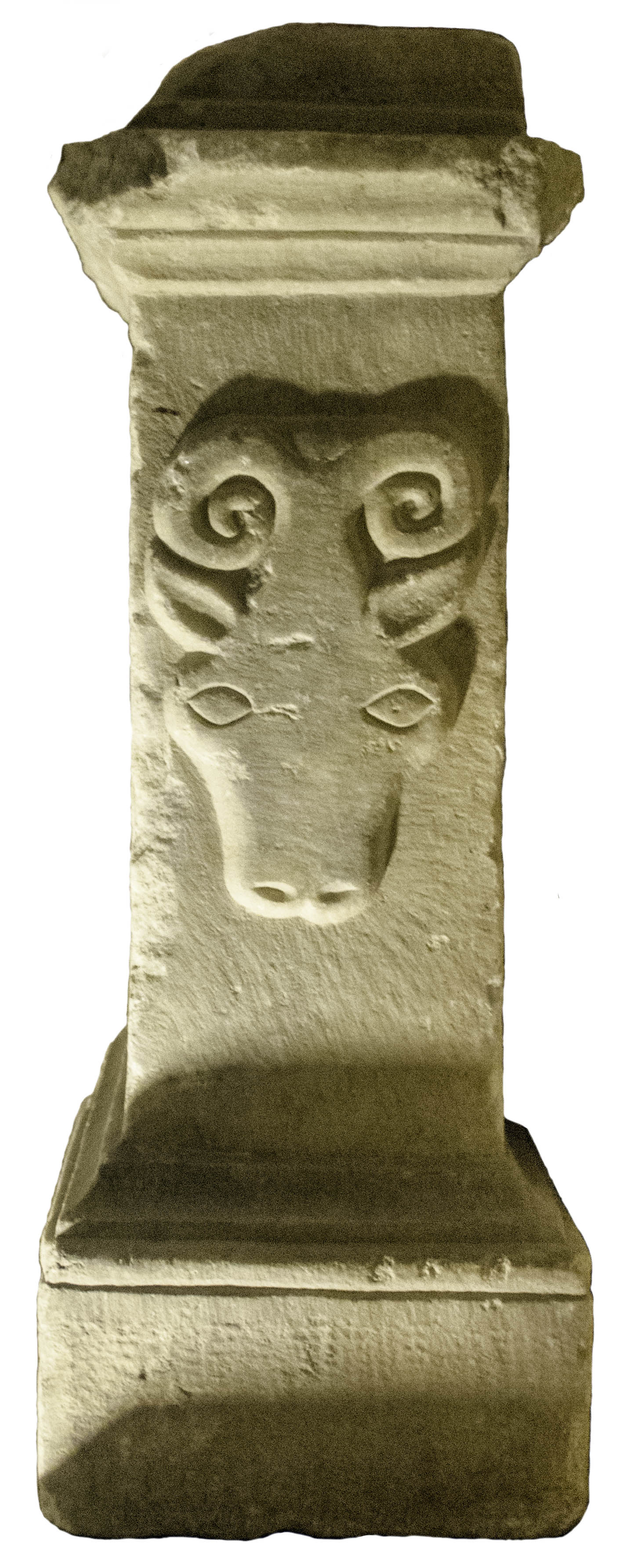
Autel d’Antonia Prima, face latérale droite : tête de bélier

Marbre, 18 octobre 176. H. 0,78. Face gauche, tête de taureau (dégradée). Face droite, tête de bélier. CIL XIII, 505
SACRUM
M.M
ANT.PRIMA
TAVROPO
LIVM.FEC
HOST.SVIS
SACERDOTIB.ZM
INTHIO.PROCLIANIET
PACO.AGRIPPAE
{…}O.UII.COS.XV.K.NOVEMB
À la Grande Mère. Antonia Prima a fait un taurobole avec ses propres victimes. Zminthius (affranchi) de Proculianus et Pacius (affranchi) d’Agrippa étant prêtres, sous le deuxième consulat de Pollio et d’Aper, le quinzième jour avant les calendes de novembre.

#### Taurobole de Iulia Valentina et Hygia Silna

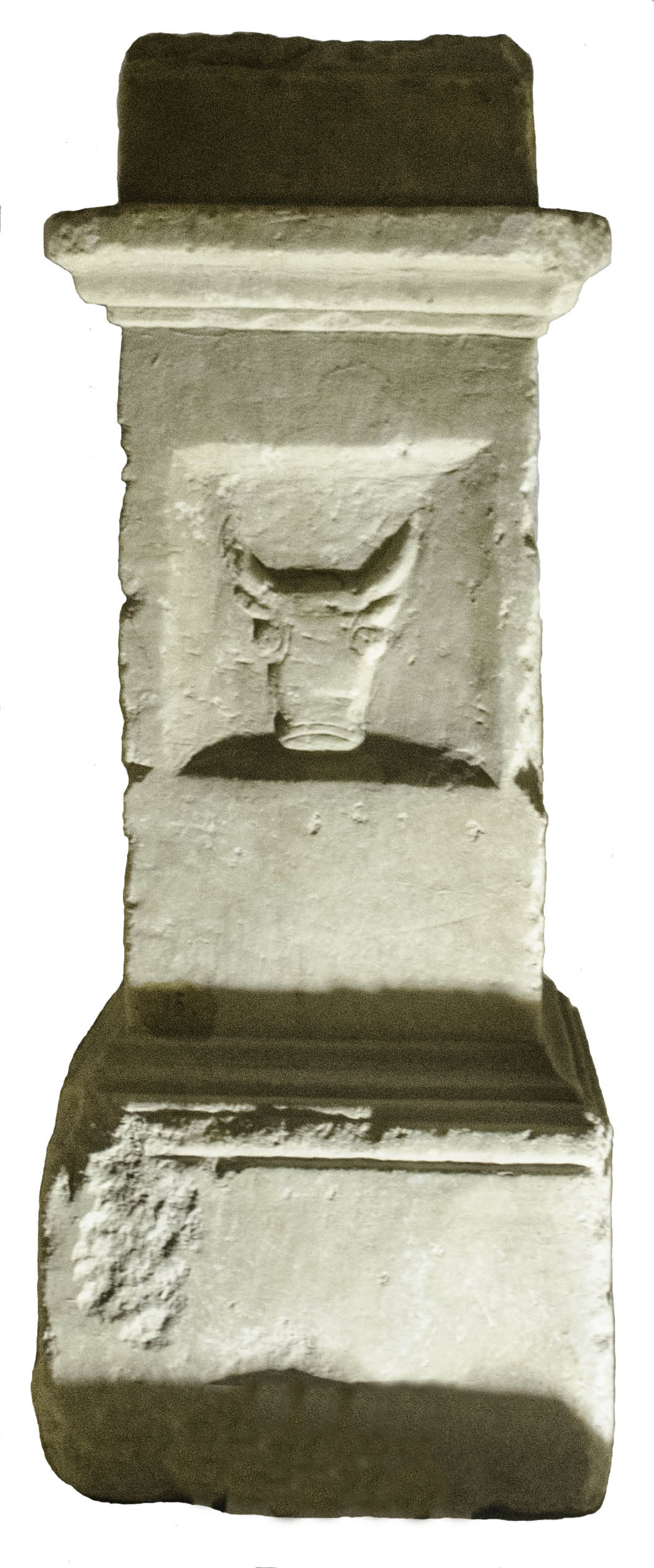
Face latérale gauche : tête de taureau

Marbre, 18 octobre 176. H. 0,69 m. Face gauche, tête de taureau. CIL XIII, 507
M.DEVM
IVL.VALENTINA
ET.HYGIA.SILNAE
<T>AVROPOLVM;FE
CERVNT.XVKNOV
POLL.ET.APROCOS
SACERDOTEZMVN
THIOPROCULIANI
À la mère des dieux, Iulia Valentina et Hygia (esclave ou affranchie) de Silna, ont fait un taurobole le quinzième jour avant les calendes de novembre, sous le (deuxième) consulat de Pollio et d’Aper, Zminthius (affranchi) de Proculianus étant prêtre.

#### Taurobole d’Aelia Nicea

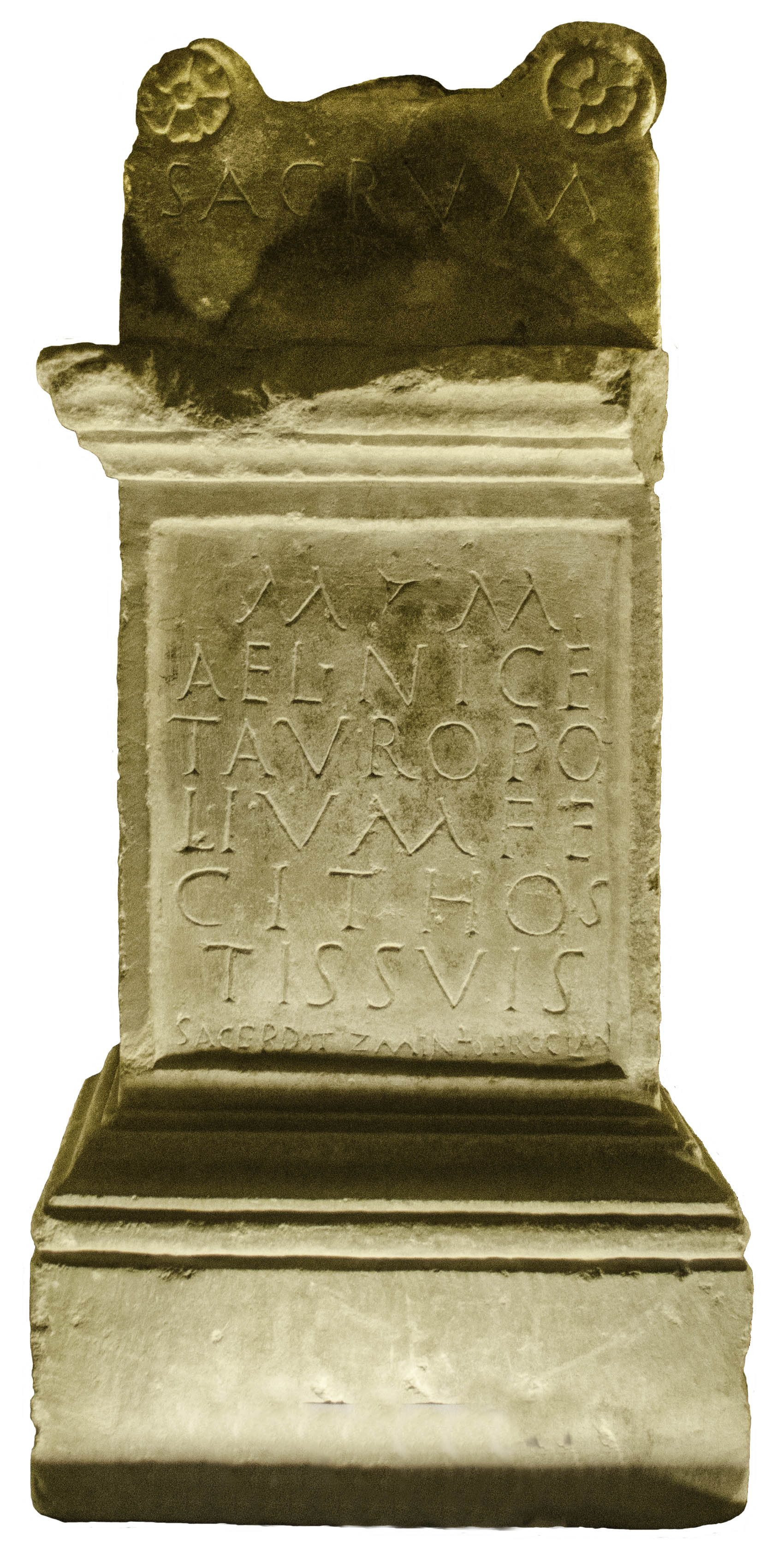
Autel d’Aelia Nicea

Marbre, vers 176. H. 0,74 m. Face droite, tête de bélier. Face gauche, tête de taureau. CIL XIII, 508
SACRVM
M.M
AEL.NICE
TAVROPO
LIVMFE
CITHOS
TISSVIS
SACERDOTZMINTIO PROCLIANI
À la Grande Mère, Aelia Nicea fait un taurobole avec ses propres victimes. Zminthius, (affranchi) de Proclianus, étant prêtre.

#### Taurobole-criobole de Marciana

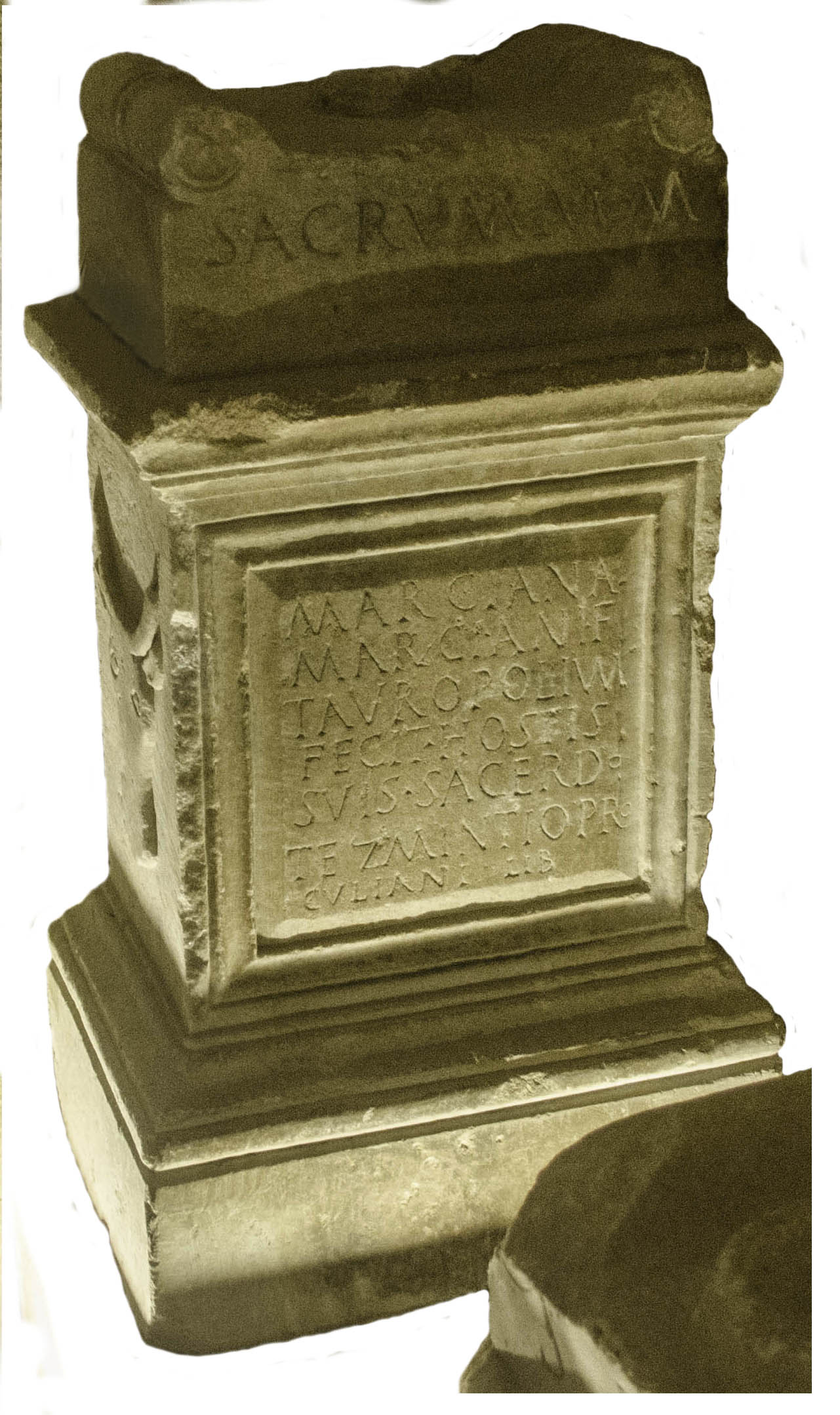
Autel de Marciana

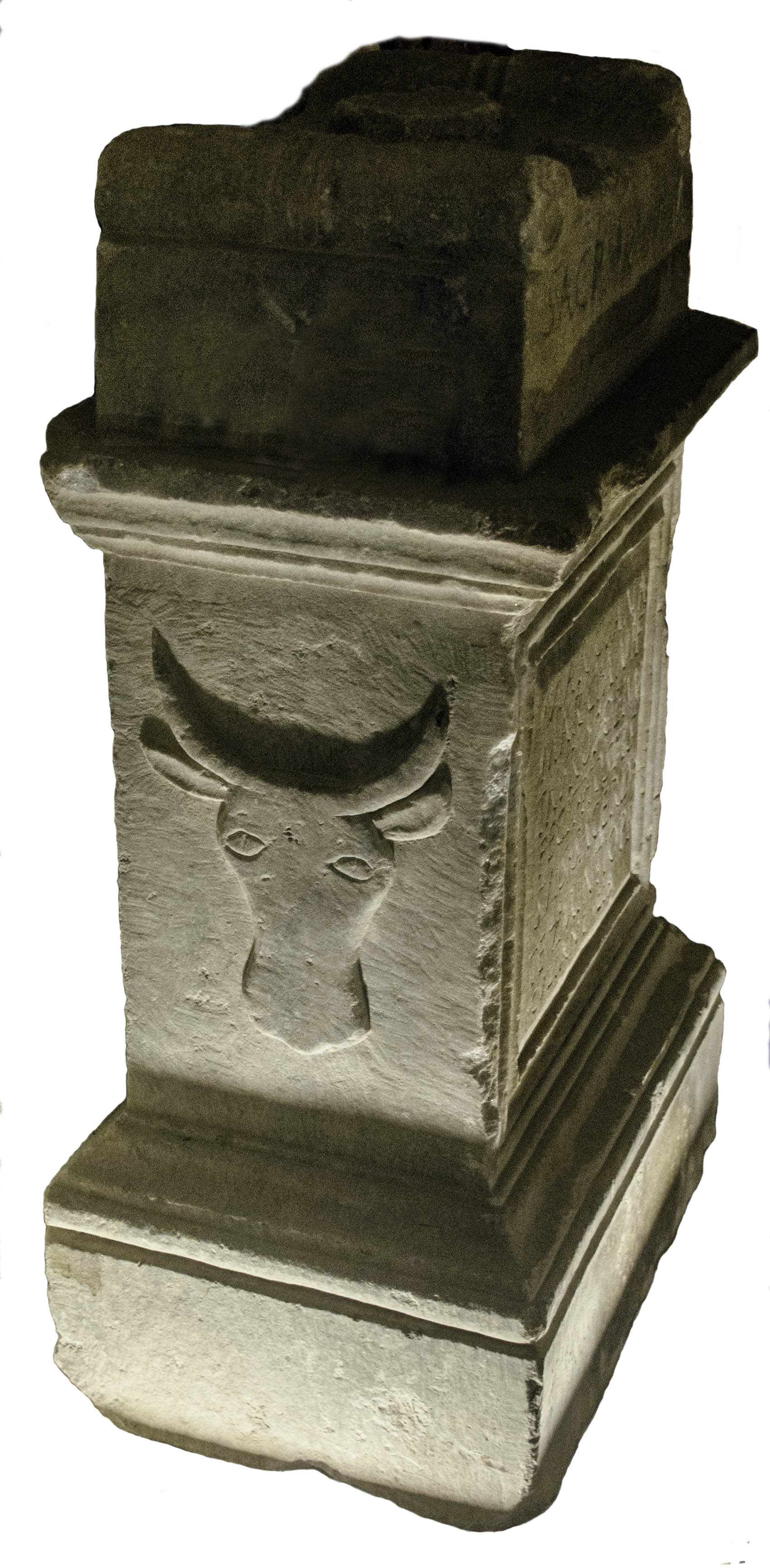
Autel de Marciana, face latérale gauche : tête de taureau

Marbre, vers 176. H. 0,83 m. Face gauche, tête de taureau. Face droite, tête de bélier. CIL XIII, 509
SACRVM.M.M
MARCIANA
MARCIANI.F
TAVROPOLIVM
FECIT.HOSTIS
SVIS.SACERDO
TEZMINTIOPRO
CVLIANILIB
À la Grande Mère. Marciana, fille de Marcianus, a fait un taurobole avec ses victimes, le prêtre étant Zminthius, affranchi de Proclianus.

#### Taurobole-criobole des Lactorates à la famille impériale

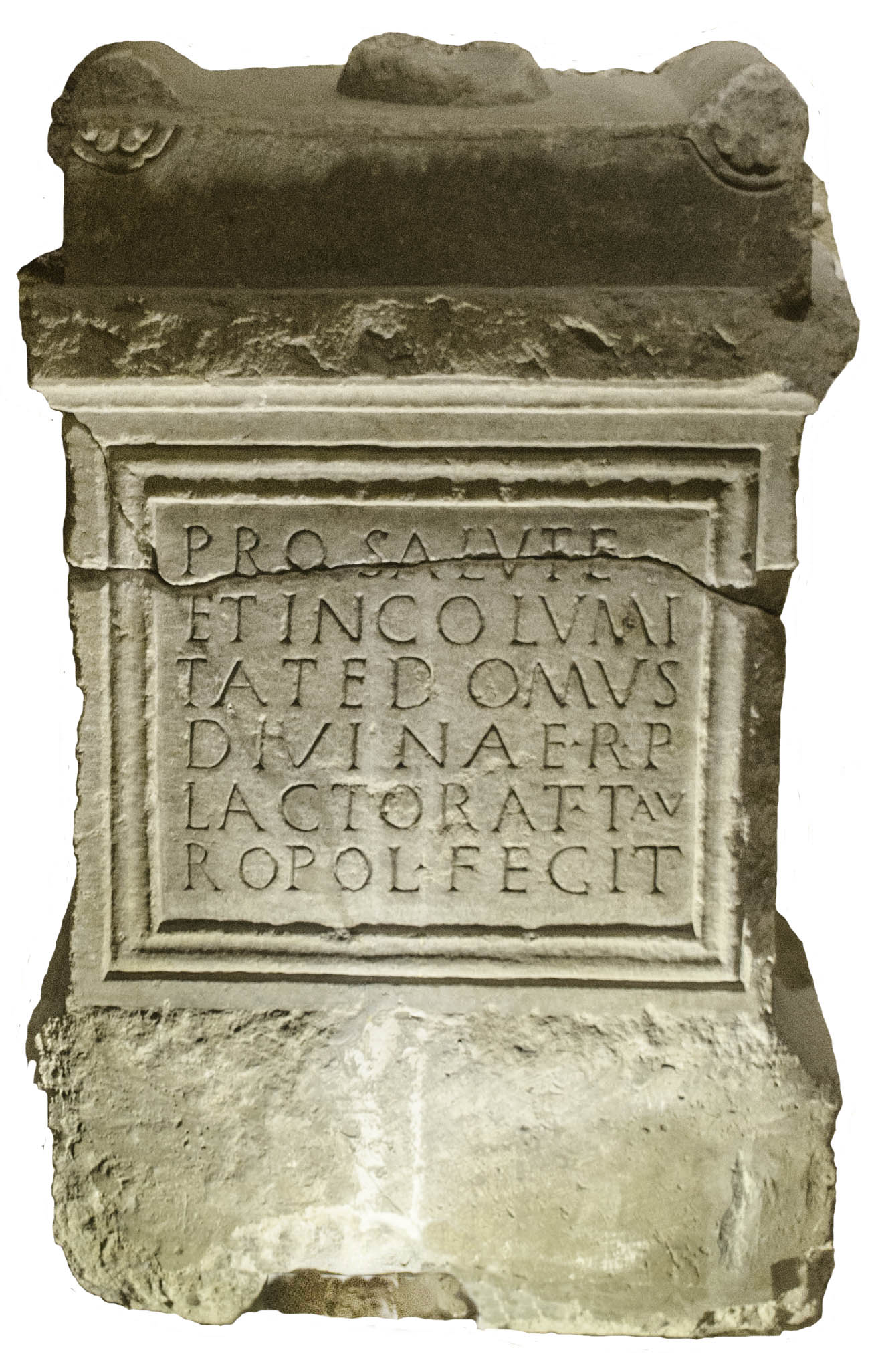
Autel des Lactorates

Marbre, vers 176. H. 0,96 m. Face gauche, tête de taureau. Face droite, tête de bélier. CIL XIII, 520
PROSALVTE
ETINCOLVMI
TATEDOMVS
DIVINAER.P
LACTORAT.TAV
ROPOL.FECIT
Pour le salut et la sauvegarde de la maison divine, la République des Lactorates a fait un taurobole.

#### Taurobole d’Aprilis et Saturnina

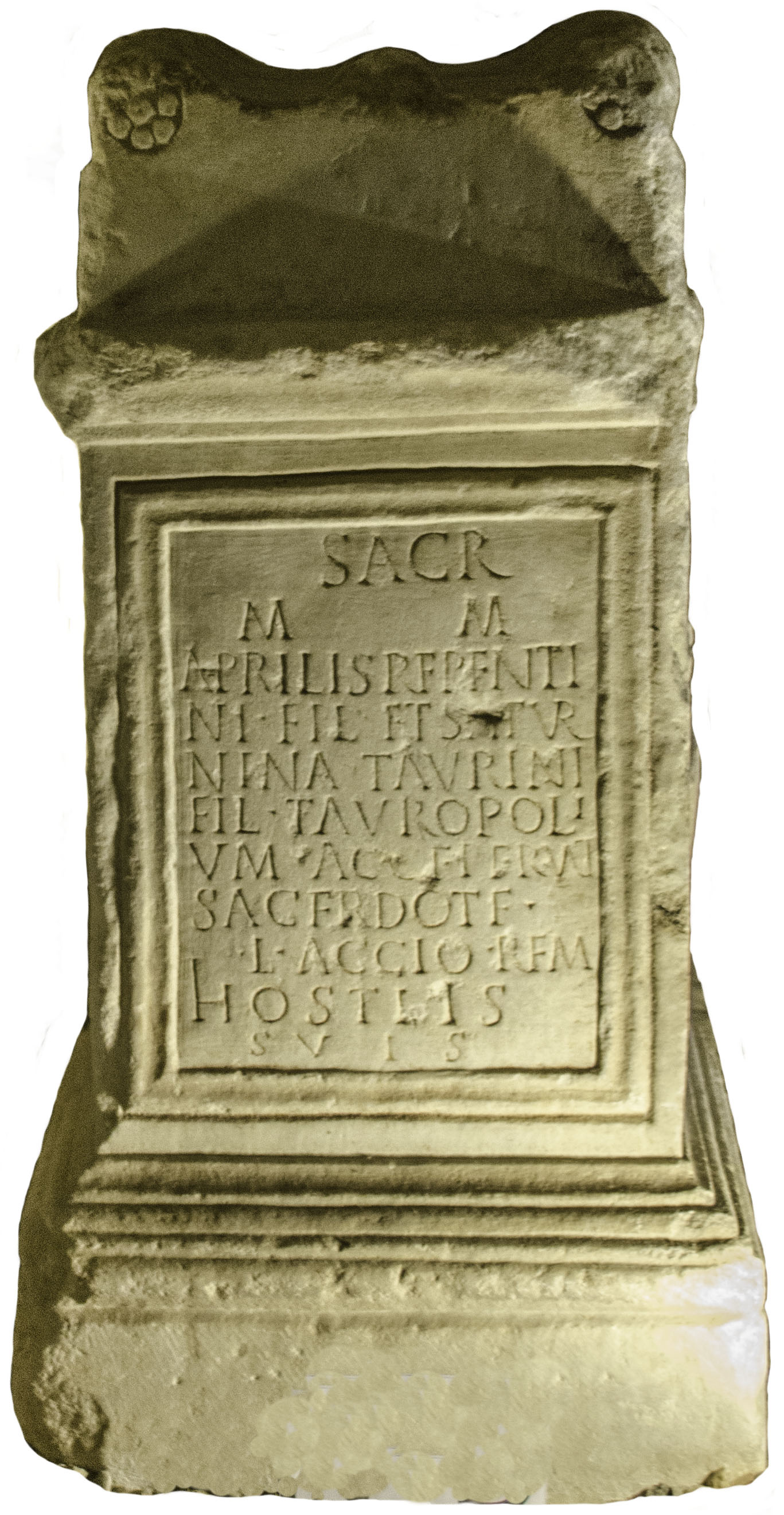
Autel d’Aprilis et Saturnina

Marbre, 176-250 ? H. 0,69 m. Face gauche patère. Face droite, burette. CIL XIII, 521
SACR
M M
APRILISREPENTI
NI.FIL.ETSAVR
NINA.TAVRINI
FIL.TAVROPOLI
VM.ACCEPERVNT
SACERDOTE
L.ACCIO.REM
HOSTIIS
SVIS
À la Grande Mère, Aprilis, fils de Repentinus, et Saturnina, fille de Taurinus, ont reçu le taurobole, avec leurs victimes. Lucius Accius Remus étant prêtre.

#### Taurobole de Severus

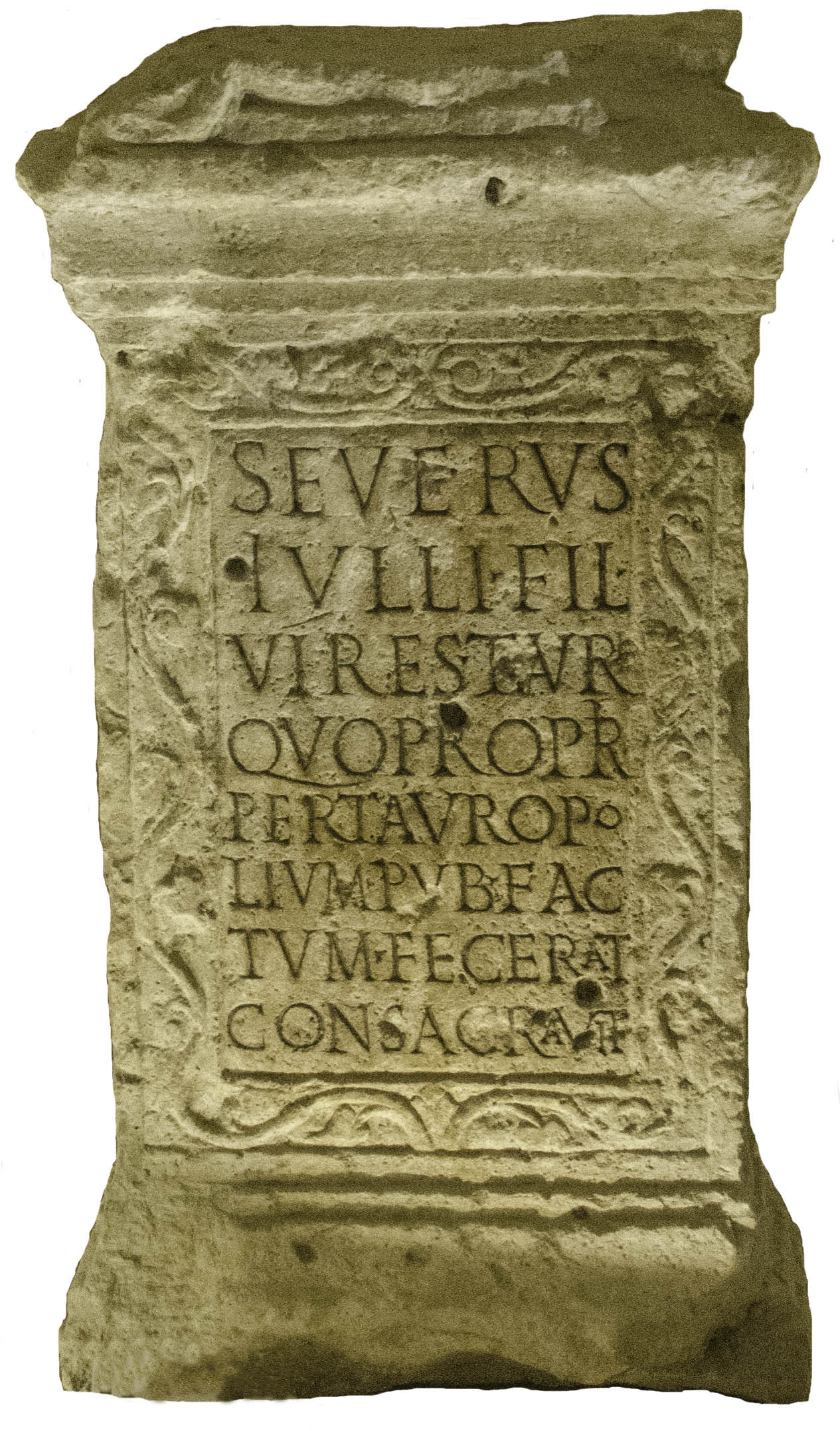
Autel de Severus

Calcaire, 150-200 ?  Inscription dans un cadre orné de rinceaux. Mention de la consécration des vires. CIL XIII, 522.
SEVERVS
IVLLI-FIL
VIRES.TAVRI
QVOPROPRI
PERTAVROPO
LIVM.PVB.FAC
TVM.FECERAT
CONSACRAVIT
Severus, fils de Iullus, a consacré les vires du taureau avec lequel il a fait personnellement un taurobole public.

#### Taurobole de Severa

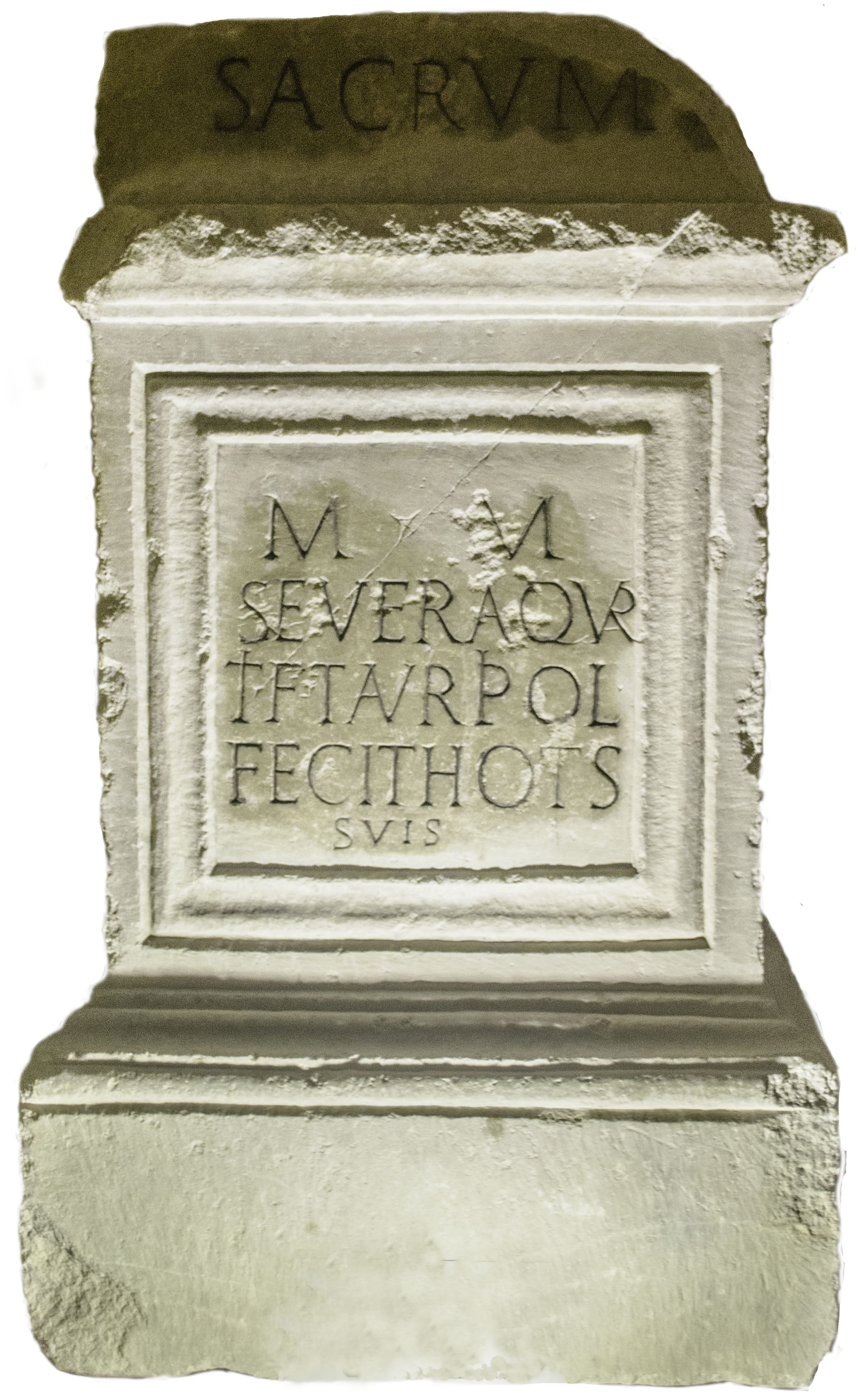
Autel de Severa

Marbre, 176-200 ? H. 0,78 m. CIL XIII, 523
SACRVM
M.M
SEVERAQUAR
TI.F.TAVRIPOL
FECITHOTS
SVIS
À la Grande Mère, Severa, fille de Quartus, a fait un taurobole avec ses victimes.

#### Taurobole de Valentina

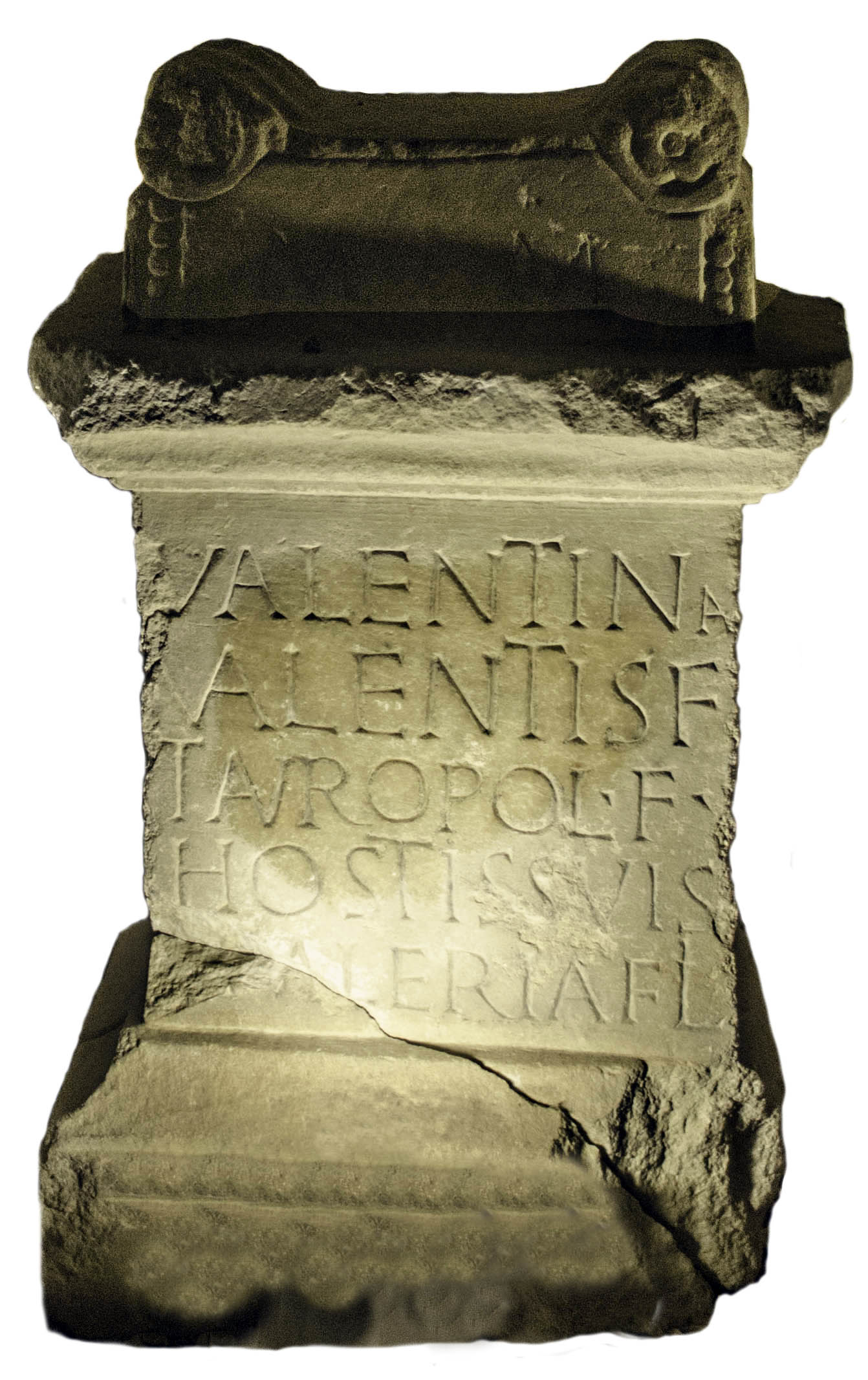
Autel de Valentina

Marbre, 176-200 ? H. 0,48 m. CIL XIII, 524
M M
VALENTINA
VALENTISF
TAVROPOL.F.
HOSTISSVIS
( )TVALERIAFIL
À la Grande Mère, Valentina, fille de Valens, a fait un taurobole avec ses victimes, en compagnie de sa fille Valeria.

#### Taurobole de Viator

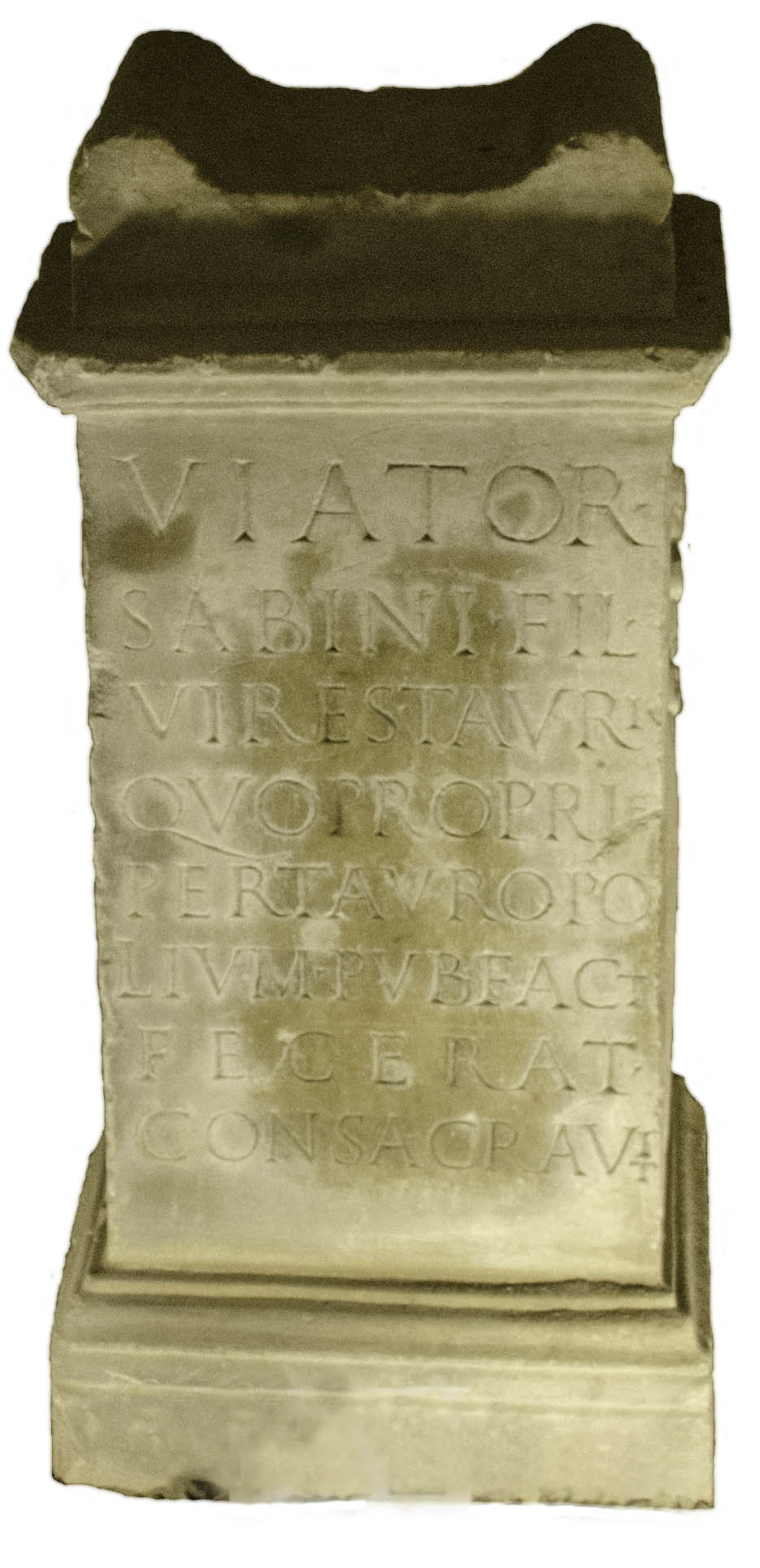
Autel de Viator

Marbre, 176-200 ? H. 0,85m. Face gauche, glaive (dégradé). Face droite, glaive (dégradé). Mention de la consécration des vires. CIL XIII, 525
VIATOR
SABINI.FIL
VIRES.TAVRI
QVOPROPRIE
PERTAVROPO
LIVM.PVB.FACT
FECERAT
CONSACRAVIT
Viator, fils de Sabinus, a consacré les vires du taureau avec lequel il avait fait personnellement un taurobole public.

#### Consécration à la Grande Mère par Valeria Gemina

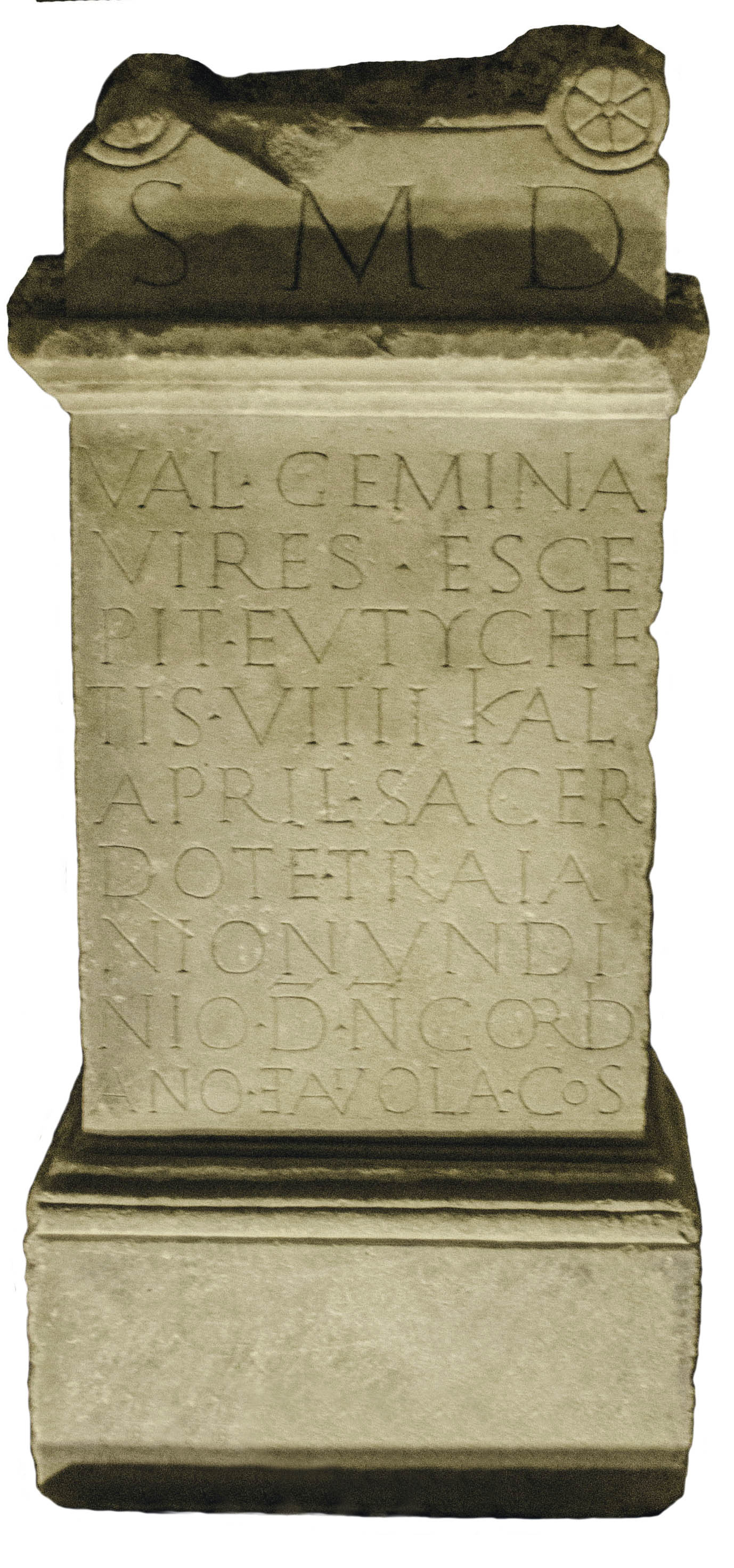
Autel de Valeria Gemina de 239

Marbre, 24 mars 239. Consécration des vires reçues d’Eutyche (nom du galle ?). La même Valeria Gemina, deux ans plus tard, fait célébrer un autre taurobole. CIL XIII, 510
S.M.D.
VAL.GEMINA
VIRES.ESCE
PIT.EVTICHE
TIS.VIII KAL
APRIL.SACER
DOTE.TRAIA
NIONVNDI
NIO.D.N.GORD
IANO.ETAVIOLA.COS
À la Mère des Dieux, Valeria Gemina a recueilli (escepit, pour excepit, prononciation locale ?) les vires d’Eutiches, le neuvième jour avant les calendes d’avril, le prêtre étant Traianus Nundinius, sous le consulat de notre seigneur Gordien et d’Aviola.

#### Taurobole à l’empereur et à la famille impériale

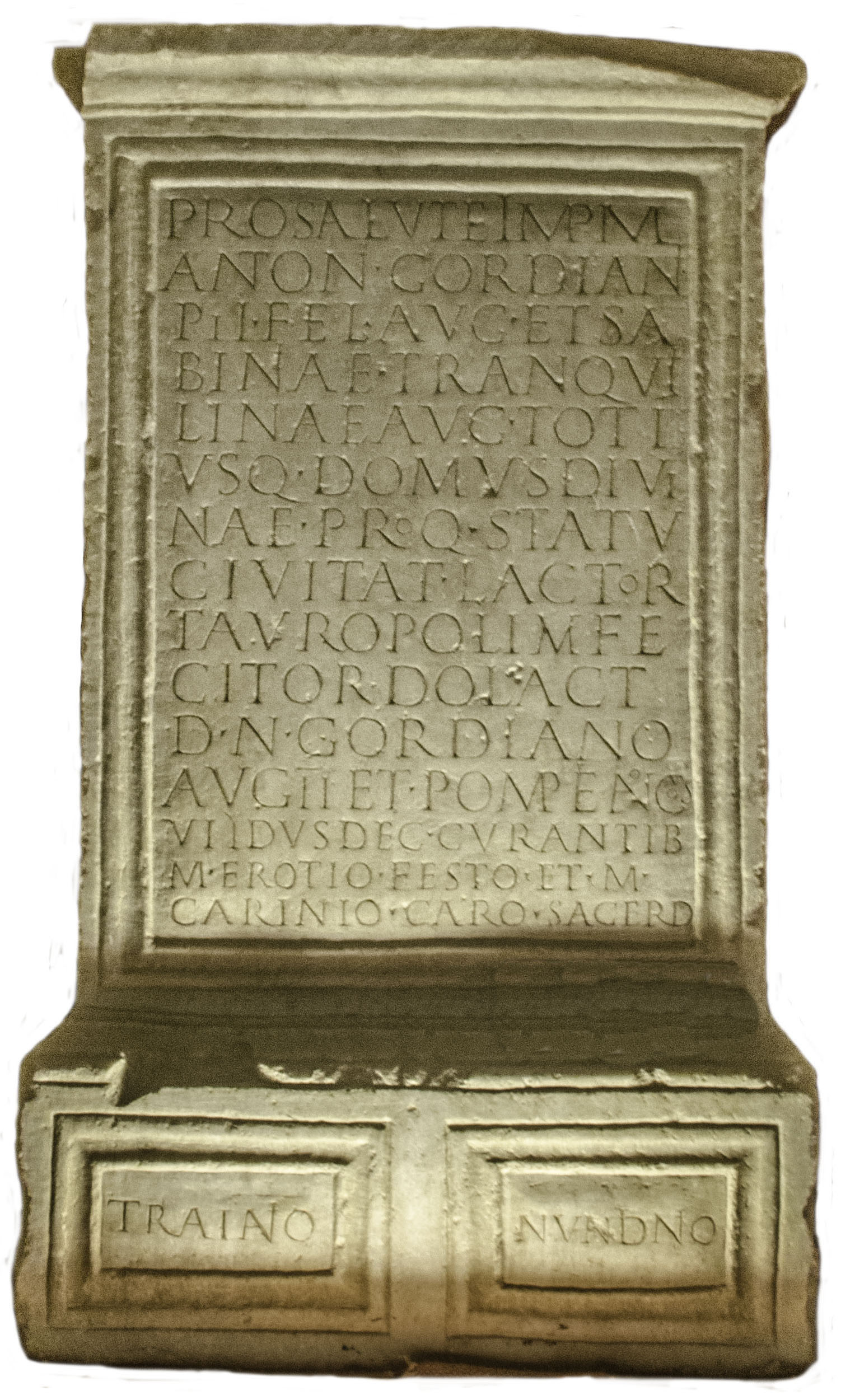
Autel à la famille impériale

Marbre, 8 décembre 241. H. 0,90 m. Face gauche, tête de taureau (dégradée). Face droite, patère ansée. Privé de son couronnement, peut-être lors de son remploi comme support d’autel de l’église Saint-Thomas. CIL XIII, 511
PROSALUTEIMPM
ANTONI.GORDIANI
PII.FEL.AVG.ETSA
BINIAE.TRANQVIL
LINAEAVG.TOTI
VUSQ.DOMVSDIVI
NAE.PROQ.STATV
CIVITAT.LACTOR
TAVROPOLIVMFE
CITORDOLACT
D.N.GORDIANO
AVGIIET.POMPEIANOCOS
VIIDVSDEC.CVRANTIB
M.EROTIO.FESTO.ET.M
CARINIO.CAROSACERD
TRAIANIO NVNDINIO
Pour le salut de l’empereur Marcus Antonius Gordien, pieux, heureux, Auguste, et de Sabina Tranquillina, Auguste, et de toute la Maison divine, et pour le maintien de la cité des Lactorates, le conseil des Lactorates a fait un taurobole, sous le deuxième consulat de notre seigneur Gordien, Auguste, et celui de Pompeianus, le sixième jour avant les ides de décembre, à la charge de Marcus Erotius Festus et de Marcus Carinius Carus, le prêtre étant Traianius Nundinius.

#### Taurobole de Gaius Iulius Secundus

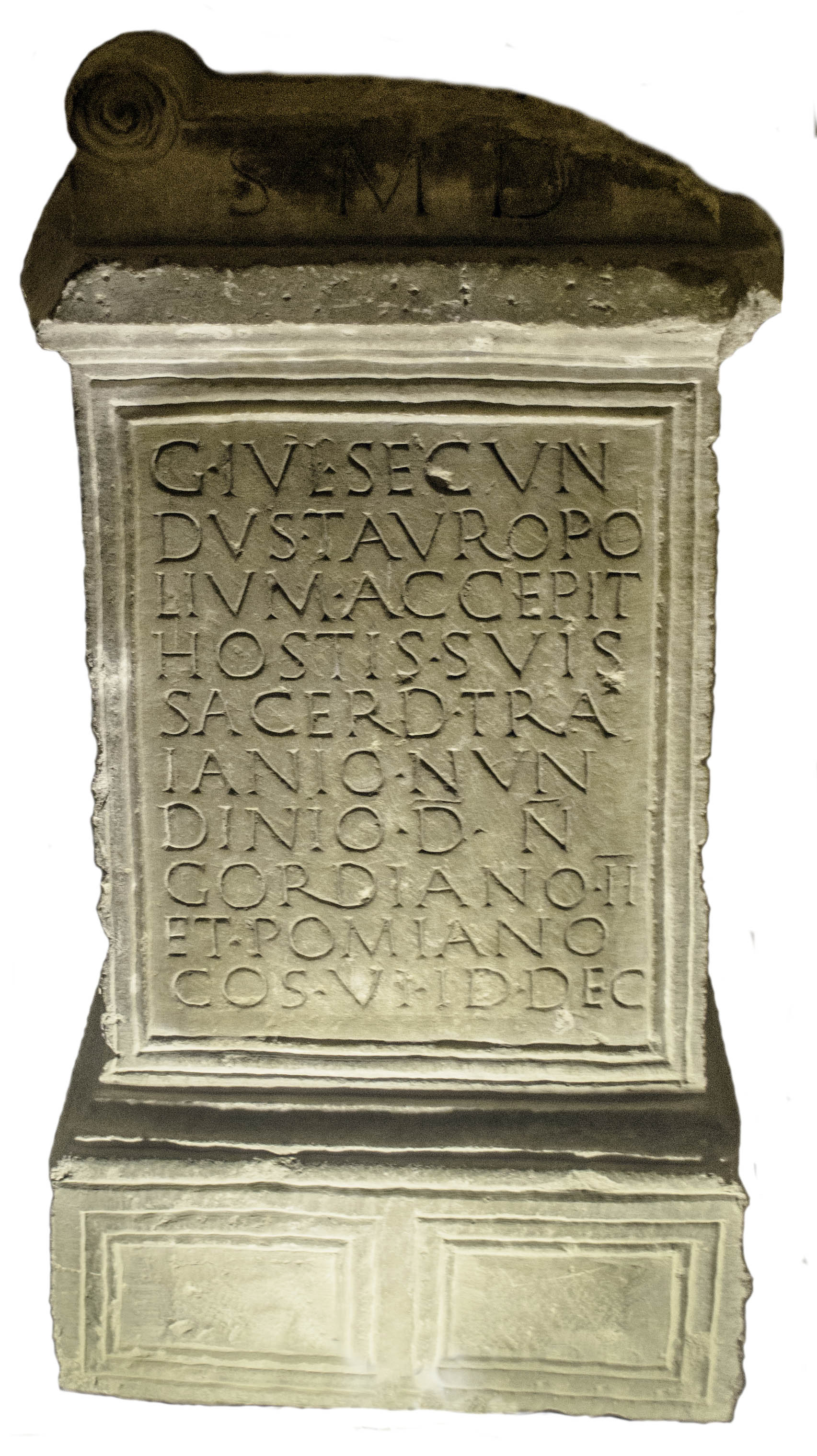
Autal de Gaius Julius Secundus

Marbre, 8 décembre 241. Face gauche, burette. Face droite, patère ansée. CIL XIII, 512
S M DEVM
G.IVL.SECVN
DVS.TAVROPO
LIVM.ACCEPIT
HOSTIS.SVIS
SACERD.TRA
IANIO.NVN
DINIO.D.N
GORDIANO.II
ET.POMIANO
COS. VIID.DEC
À la Mère des Dieux, Gaius Iulius Secundus a reçu le taurobole avec ses propres victimes, Traianus Nundinius étant prêtre, sous le deuxième consulat de notre seigneur Gordien et celui de Pompeianus, le sixième jour avant les ides de décembre.

#### Taurobole de Iulia Clementiana

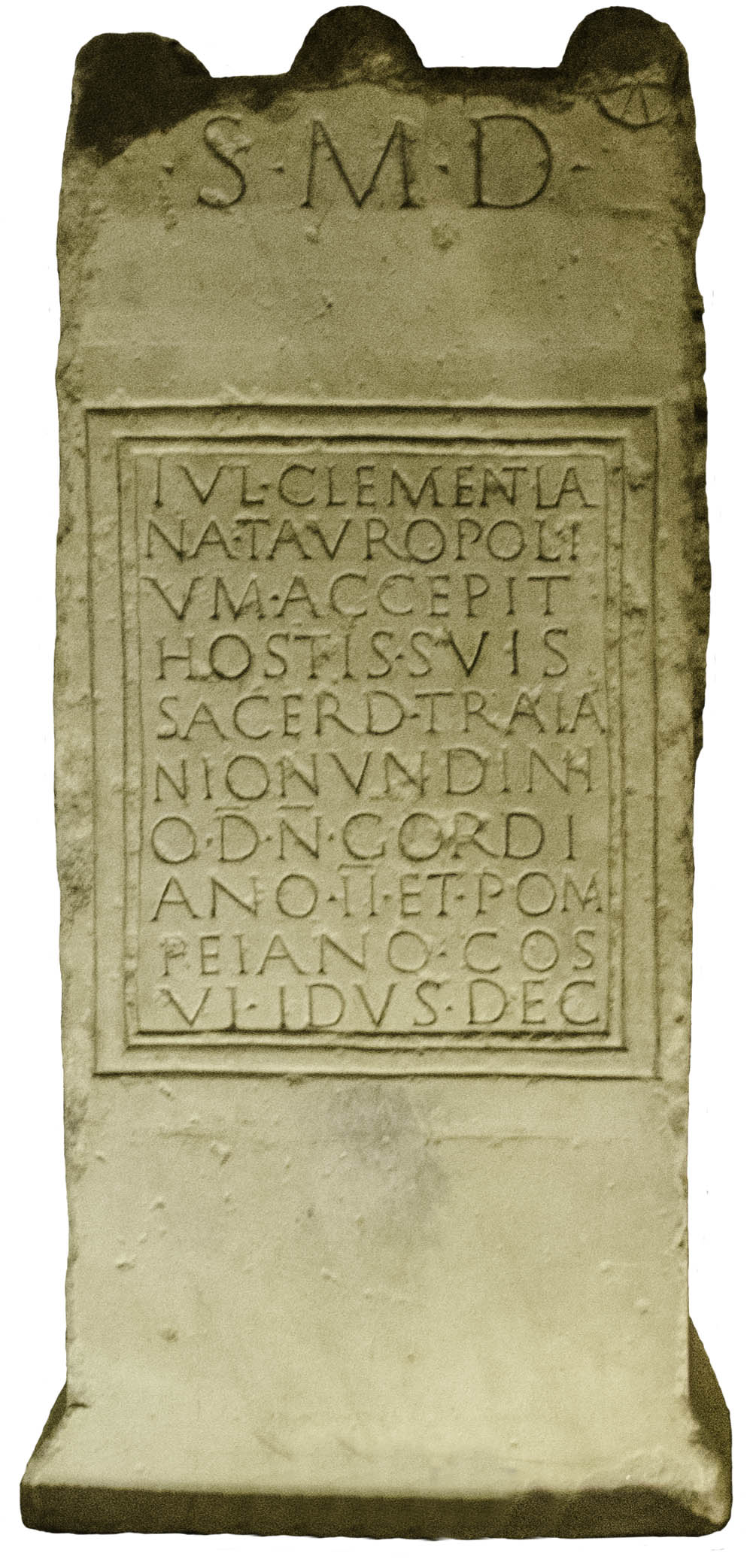
Autel de Iulia Clementiana

Marbre, 8 décembre 241. H. 0,95 m. Face gauche, patère ansée. Face droite, burette (dégradée). CIL XIII, 513
S.M.D
IVL.CLEMENTIA
NA.TAVROPOLI
VM.ACCEPIT
HOSTIS.SVIS
SACERD.TRAIA
NIO.D.N.GORDI
ANO.II.ET.POM
PEIANO.COS
VI.IDVS.DEC
À la Mère des Dieux, Iulia Clementiana a reçu le taurobole avec ses propres victimes, le prêtre étant Traianus Nundinius, sous le deuxième consulat de notre seigneut Gordien et celui de Pompeianus, le sixième jour avant les ides de décembre.

#### Taurobole de Iulia Nice

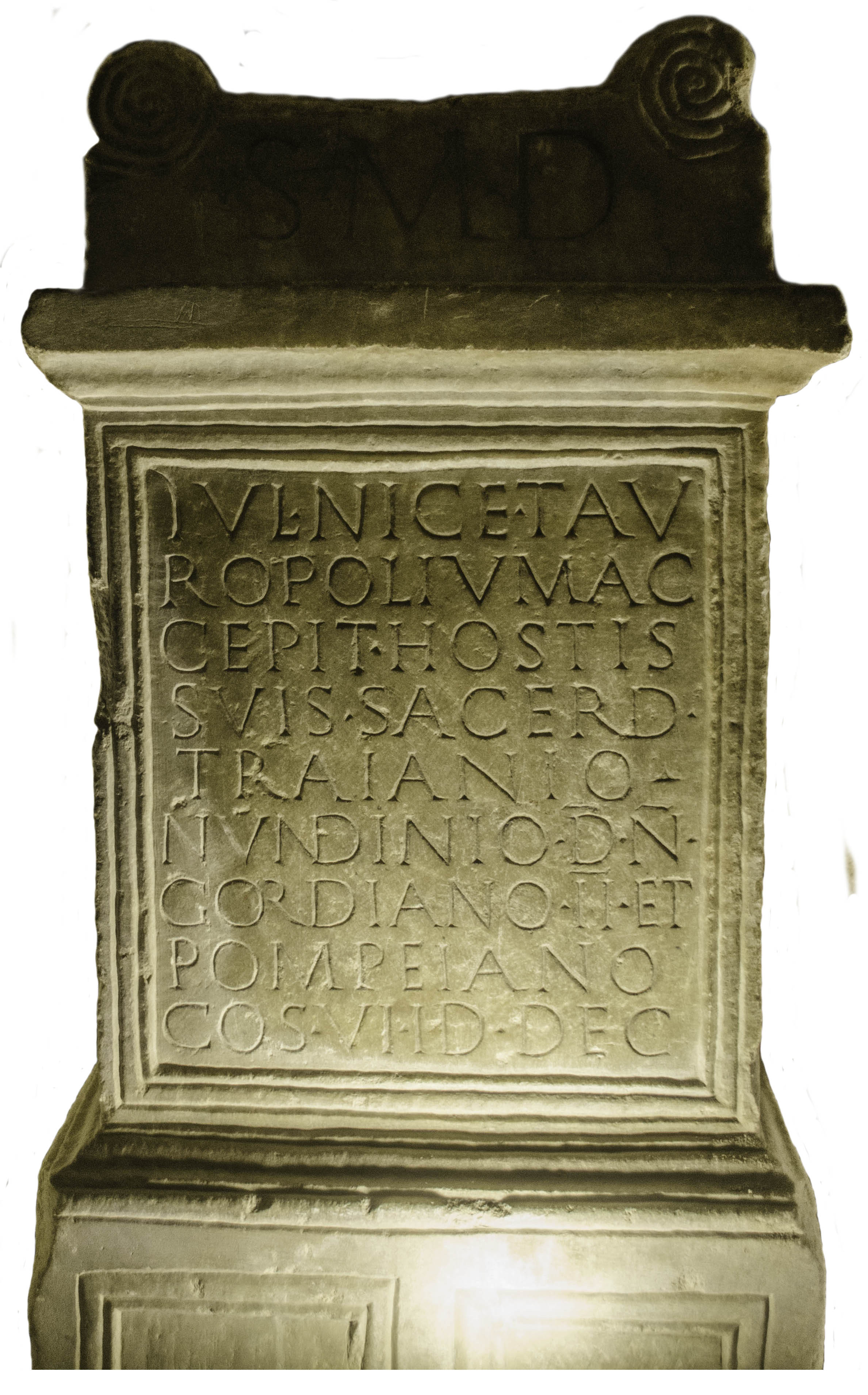
Autel de Iulia Nice

Marbre, 8 décembre 241. H. 0,84 m. Face gauche burette (dégradée). Face droite patère ansée. CIL XIII, 514
S.M.D
IVL.NICE.TAV
ROPOLIVMAC
CEPIT.HOSTIS
SVIS.SACERD.
TRAIANIO
NVNDINIO.D.N
GORDIANO.II.ET
POMPEIANO
COS.VI.ID.DEC
.À la Grande Mère des Dieux, Iulia Nice a reçu un taurobole avec ses victimes, le prêtre étant Traianus Nundinius, sous le deuxième consulat de notre seigneur Gordien et celui de Pompeianus, le sixième jour avant les ides de décembre.

#### Taurobole de Iunia Domitia

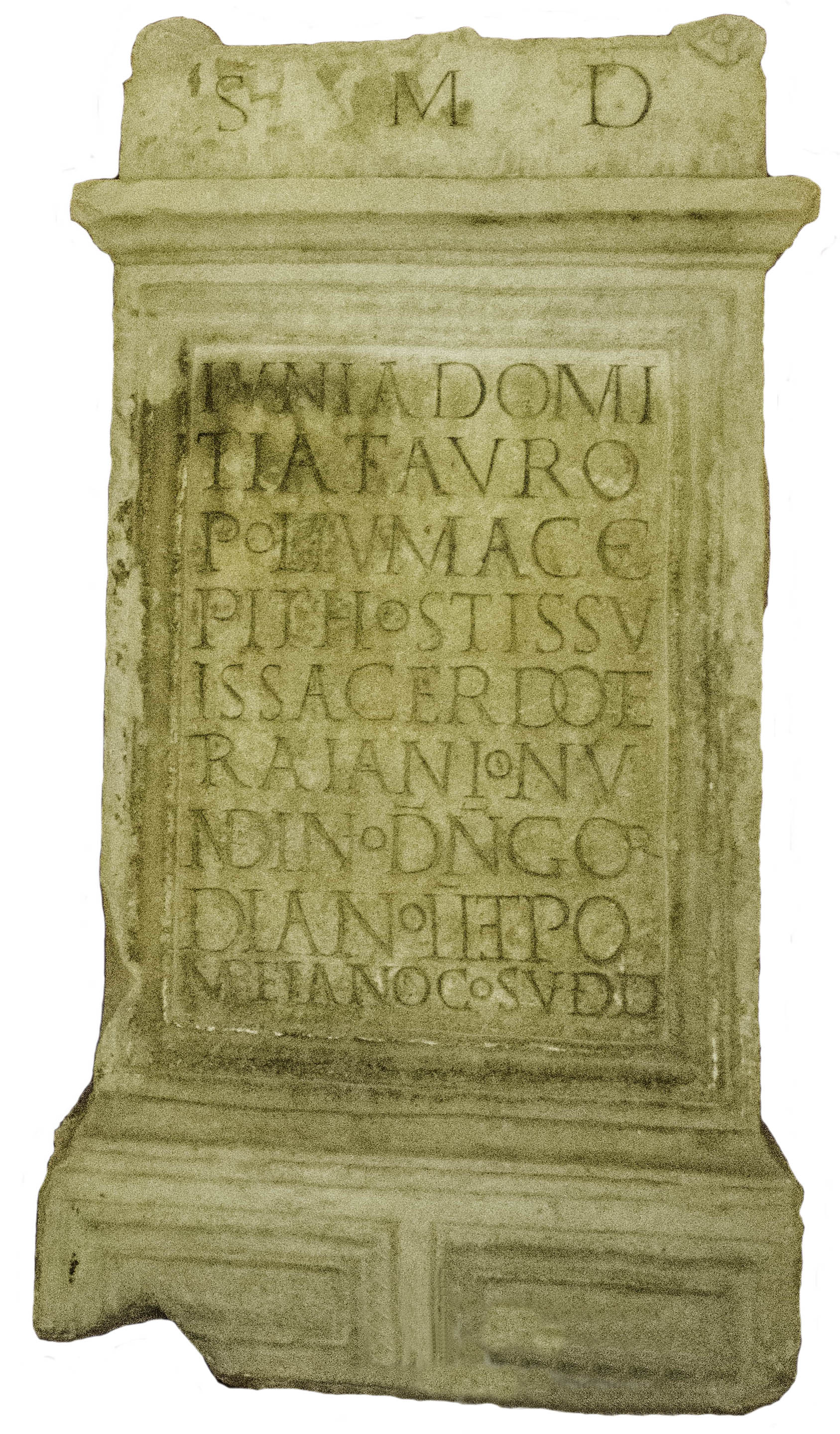
Autel de Iunia Domitia

Marbre, 241. H. 0,88 m. Face gauche, tête de taureau. Face droite, patère ansée. CIL XIII, 515
S M D
IVNIADOMI
TIATAVRO
POLIVMACCE
PITHOSTISSV
ISSACERDOTE
TRAIANIONV
DINIODNGOR
DIANOIIETPO
MPEIANOCOCVIIDDE
À la Mère des Dieux, Iunia Domitia a reçu le taurobole avec ses victimes, le prêtre étant Traianus Nundinius, sous le deuxième consulat de notre seigneur Gordien et celui de Pompeianus, le sixième jour avant les ides de décembre.

#### Taurobole de Pompeia Flora

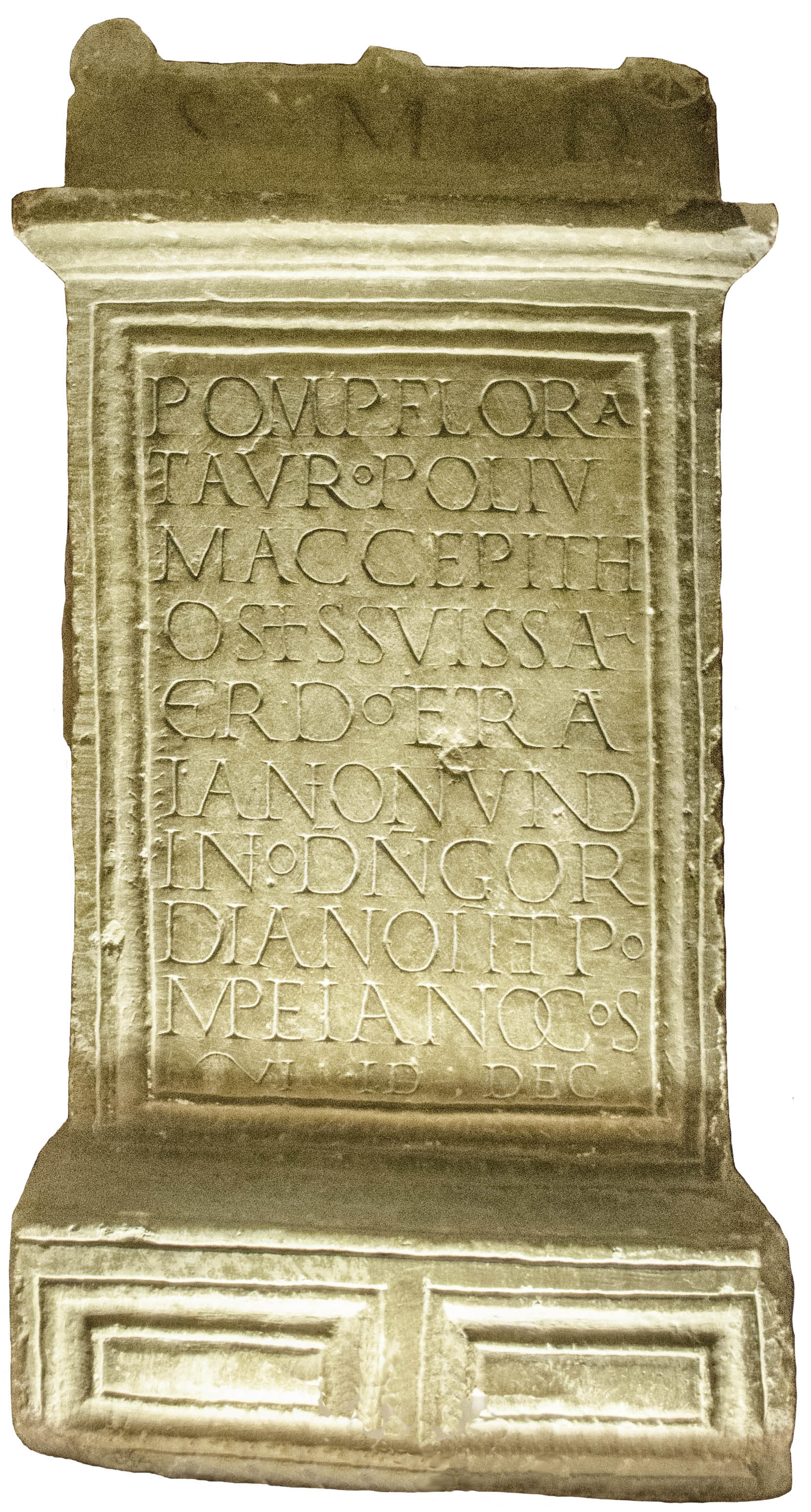
Autel de Pompeia Flora

Marbre, 241. H. 0,75 m. Face gauche, patère ansée. CIL XIII, 516
S M D
POMPFLORA
TAVROPOLIV
MACCEPITH
OSTISSVISSA
CERDOTETRA
IANIONUND
INIODNGOR
DIANOIIETPO
MPEIANOCOS
VIIDDEC
À la Mère des Dieux, Pompeia Flora a reçu le taurobole avec ses victimes, le prêtre étant Traianus Nundinius, sous le deuxième consulat de notre seigneur Gordien et celui de Pompeianus, le sixième jour avant les ides de décembre.

#### Taurobole de Servilia Modesta

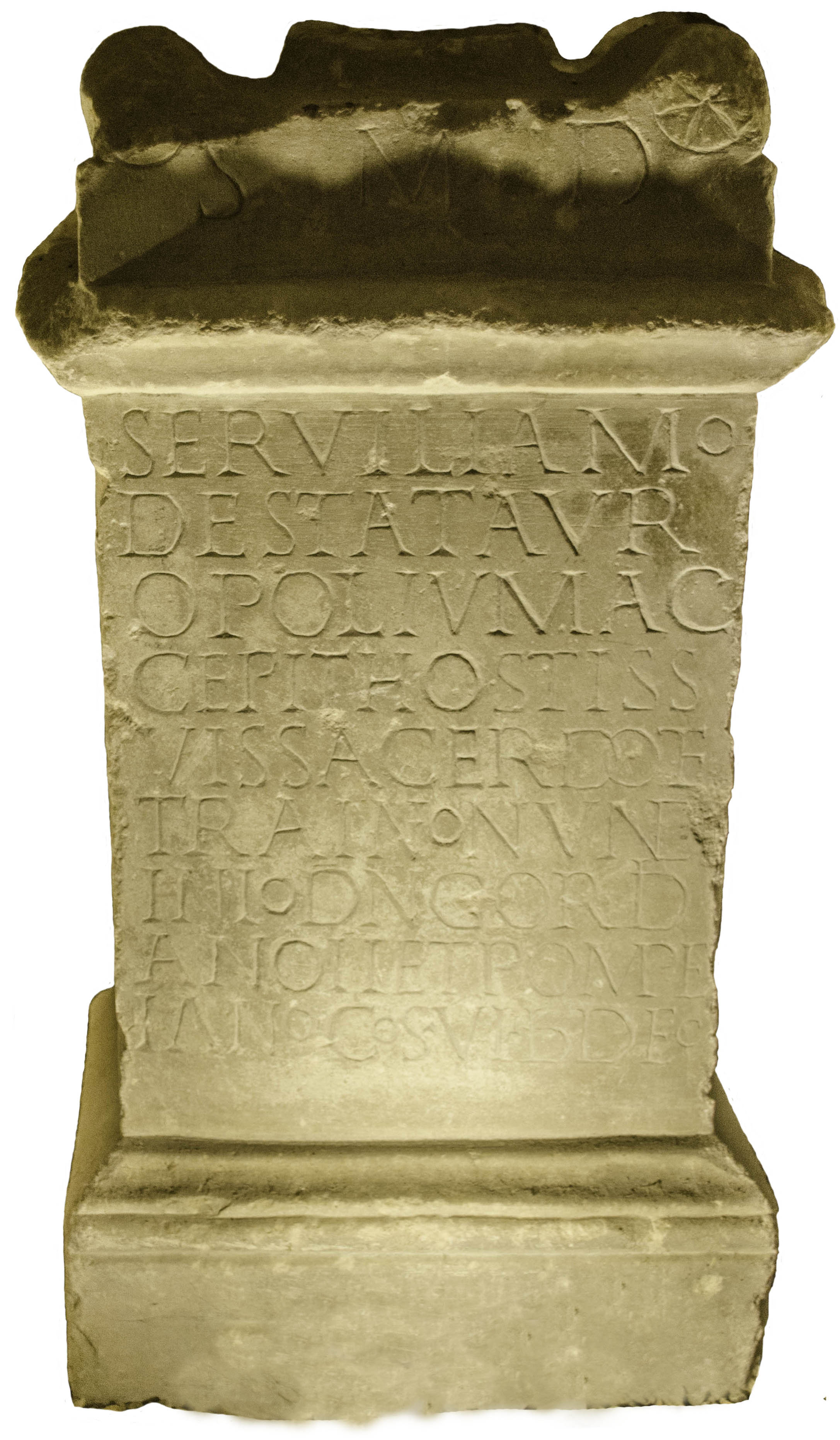
Autel de Servilia Modesta

Marbre, 241. H. 0,75 m. Face gauche, patère ansée. CIL XIII, 517
S M D
SERVILIAMO
DESTATAV
ROPOLIVMAC
CEPITHOSTISS
UISSACERDOTE
TRAIANIONVND
INIODNGORDI
ANOIIETPOMPE
IANOCOSVIIDDEC
À la Mère des Dieux, Servilia Modesta a reçu le taurobole avec ses victimes, le prêtre étant Traianus Nundinius, sous le deuxième consulat de notre seigneur Gordien et celui de Pompeianus, le sixième jour avant les ides de décembre.

#### Taurobole de Valeria Gemina

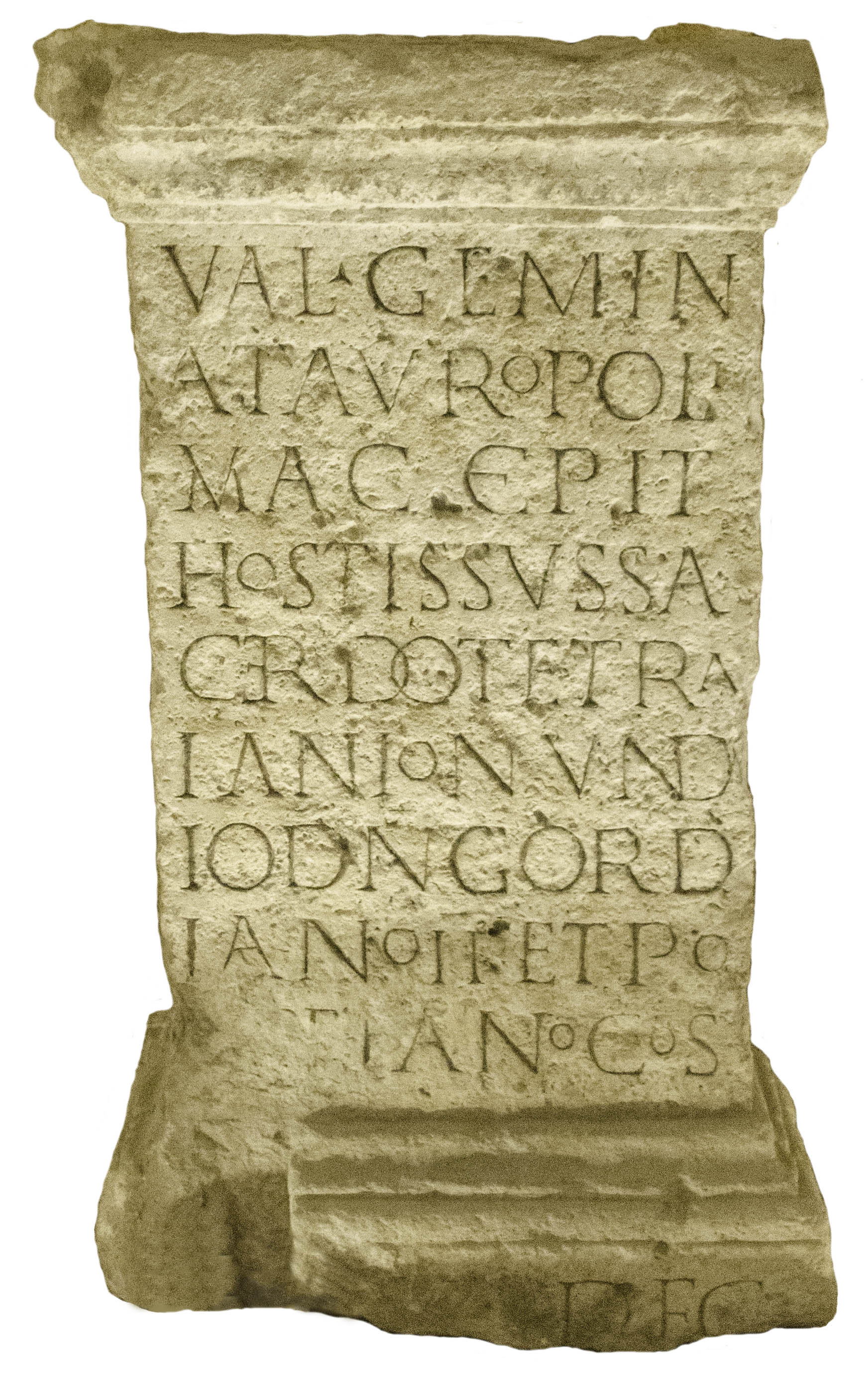
Autel de Valeria Gemina de 241

Calcaire, 8 décembre 241. H. 0,84 m. Valeria Gemina, deux ans auparavant, a reçu des vires. CIL XIII, 518
VAL.GEMIN
ATAVROPOLI
VMACCEPIT
HOSTISSVISSA
CERDOTETRA
IANONVND
IODNGORD
IANOIIETPO
( )PEIANICOS
( )DEC
Valeria Gemina a reçu le taurobole avec ses victimes, le prêtre étant Traianus Nundinius, sous le deuxième consulat de notre seigneur Gordien et celui de Pompeianus, le sixième jour avant les ides de décembre.

#### Taurobole de Verinia Severa

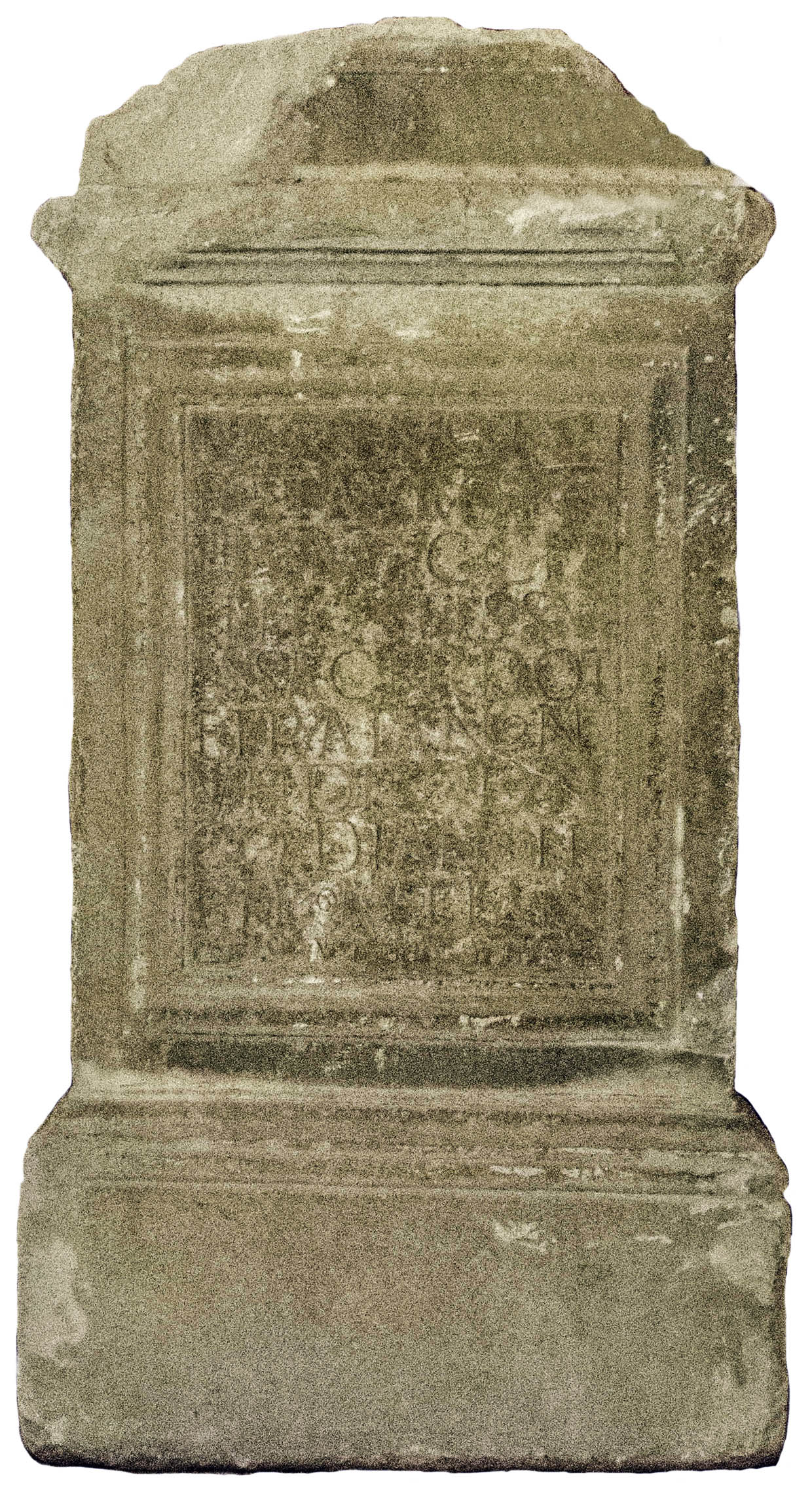
Autel de Verinia Severa

Marbre, 8 décembre 241. H. 0,95 m. Face gauche, patère ansée. Face droite, burette (dégradée). CIL XIII, 519
(S) M D
VERIN.SEVE
RATAVROPO
LIVMACCEP
ITHOSTISSV
ISSACERDOT
ETRAIANION
VNDINIODN
GORDIANOII
ETPOMPEIANO
COS VI ID DEC
À la Mère des Dieux, Verinia Severa a reçu le taurobole avec ses victimes, le prêtre étant Traianius Nundinius, sous le deuxième consulat de notre seigneur Gordien et celui de Pompeianus, le sixième jour avant les ides de décembre.